# Château de Neufcour
Le château de Neufcour est un château de la commune belge de Beyne-Heusay, situé rue de Neufcour 38-42.

## Historique
La seigneurie concernée est mentionnée dès le milieu du XVe siècle. En 1659, le château est acheté par Lambert de Neufcour, qui le reconstruit de 1661 à 1663. Le 3 janvier 1689, le château est pillé et incendié par les troupes françaises, puis restauré.
En 1915, le château, alors en ruine, devient la propriété de la société minière Société anonyme des Charbonnages de Wérister, qui le restaure. Une terrasse est ajoutée dans les années 1920. Le directeur de la société y vécut jusqu'à son décès en 1982. En 1986, le château est mis en vente et acheté par le Laboratoire d'Analyses Médicales Philippe Ralet.

## Bâtiment
Le château et les bâtiments de la ferme attenants sont regroupés autour d'une cour carrée. L'aile nord-ouest est le château proprement dit. Il y a une tour rectangulaire et une porte d'entrée dans le nord-est du complexe. Le côté ouest du château est fermé par une tour carrée.
L'ensemble est construit en briques.
Le château est entouré d'un parc. Les douves du château ont été presque entièrement comblées.